# دیوید بومن (بازیکن فوتبال، زاده ۱۹۶۰)
دیوید بومن (انگلیسی: David Bowman؛ زادهٔ ۱۶ دسامبر ۱۹۶۰) بازیکن فوتبال اهل بریتانیا است.